# Saint-Hubert (Belgique)
Pour les articles homonymes, voir Saint-Hubert.
Saint-Hubert (en wallon Sint-Houbert ou lu Bork) est une ville francophone de Belgique située en Région wallonne dans la province de Luxembourg.
Le site, occupé déjà par les Gallo-romains, se développe à partir du haut Moyen Âge, grâce aux premiers clercs installés par Pépin II, puis aux bénédictins, à leurs écoles internes et externes, aux pèlerinages venant d'Ardenne, de Famenne, du Lothier et de Rhénanie, mais aussi grâce au marché régional et aux foires qui accompagneront la ville naissante jusqu'aux temps modernes.
Jouissant très tôt des libertés, juridictions et droits municipaux, la ville conserva son perron et ses juridictions jusqu'à l'occupation française révolutionnaire.
Saint-Hubert porte le titre de « Capitale européenne de la chasse et de la nature » depuis 1991. Elle est parfois encore appelée comme autrefois « Rome en Ardenne » en référence à l'influence internationale de son abbaye pendant 11 siècles — avec ses 8 prieurés et ses 2 collèges de chanoines, ses écoles monastiques renommées, son collège Thérésien, ses 130 paroisses à la collation du prélat, ses édifices religieux tels que la basilique Saint-Hubert, ancienne abbatiale Saint-Pierre, ou l'abbaye de Saint-Hubert, son statut de sanctuaire international, haut-lieu de pèlerinages en Europe occidentale depuis l'an 850 environ — et à la politique franchement souveraine des prélats, catholiques romains convaincus, affichés et prosélytes, prétendant ne dépendre que de Rome et de l'empereur.
La ville et l'ensemble de ses sections comptaient 5 652 habitants en 2014.

## Géographie

### Situation générale
Saint-Hubert se situe au cœur de l'Ardenne, en Haute Belgique, à environ 130 km au sud-est de Bruxelles et 65 km de Namur, ainsi qu'à 65 km environ au nord-ouest d'Arlon. La ville se développe toujours dans sa clairière primitive, traversée par une dizaine de routes d'importance internationale ou régionale, dont la E46 (itinéraire qui joint la Normandie à la Rhénanie), voie express se confondant de la Barrière de Champlon à la frontière française avec la  reliant Sedan et Charleville (direction Reims) vers le sud-ouest à Vielsalm et Liège (direction de Cologne) vers le nord-est. La  la relie quant à elle à Rochefort et Ciney, deux villes situées comme Saint-Hubert à équidistance de la  et de l'  reliant Bruxelles à Arlon.
Il y a également la  vers Paliseul et la vallée de la Semois, ainsi que la  vers Martelange, Bastogne et le Grand-Duché.
Le Galata, altitude 589 m, point culminant de la commune est aussi celui du plateau de Saint-Hubert, un des « sommets » du massif (schisteux-rhénan) ardennais. Il se situe à l'est de la ville, au bord de la base aérienne EBSU. Il est accessible via le hameau de Hurtebise (monastère bénédictin), juste à côté du Radar des Ardennes (Belgocontrol).
Saint-Hubert Airport (EBSH), altitude 563 m, est à équidistance à vol d'oiseau des aéroports de Charleroi (Gosselies), Luxembourg (Findel) et Liège (Bierset), soit environ 90 km de chacun, au centre du triangle formé par ces trois aéroports.
Saint-Hubert se situe enfin au croisement des deux itinéraires directs reliant les anciennes capitales régionales de la Gaule romaine (Belgique I et II et Germanie I et II), soit de Bavay à Trèves et de Cologne à Reims.

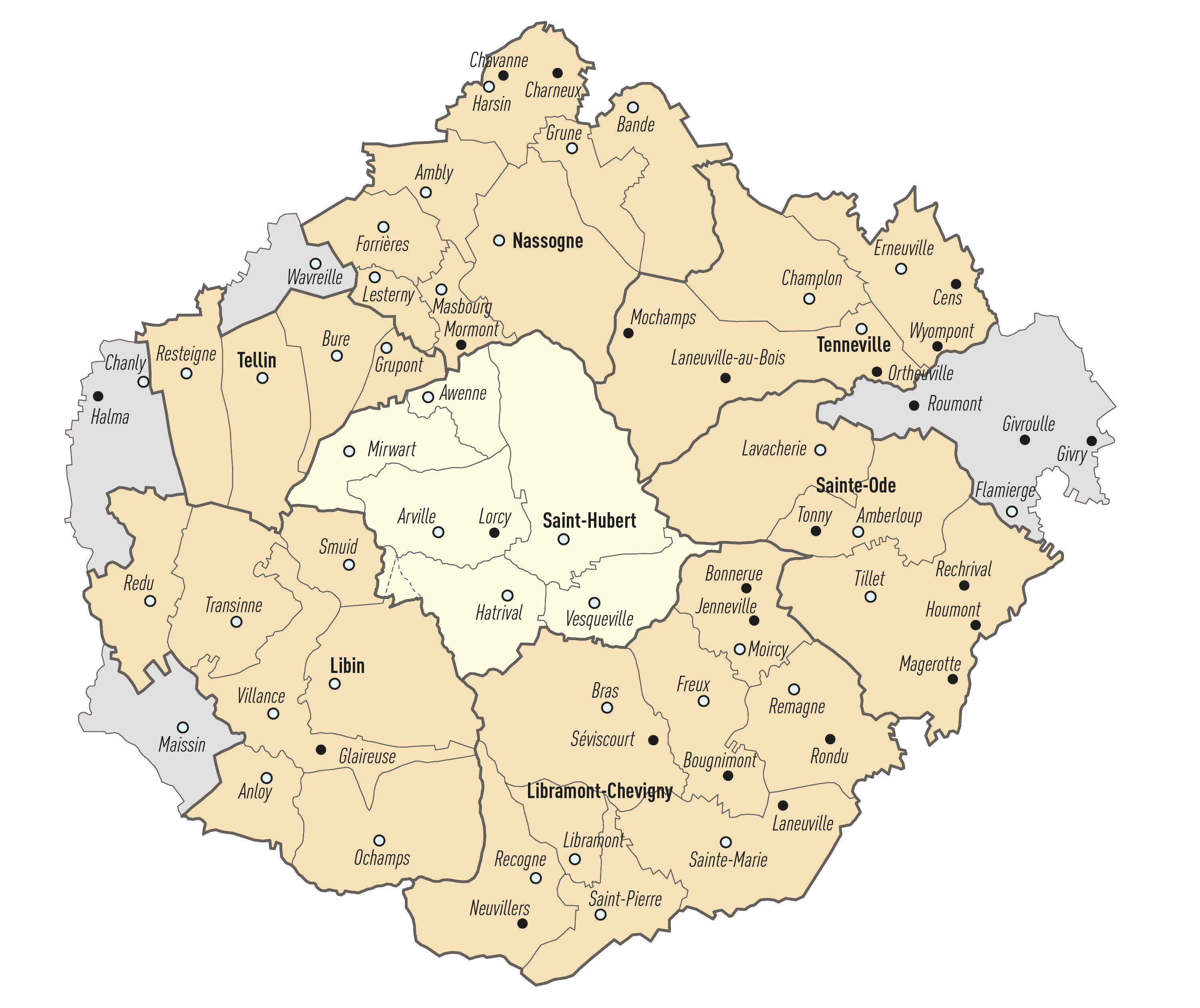
Anciennes communes de Saint-Hubert et communes limitrophes.

| Tellin | Nassogne     | Tenneville         |
|        | Saint-Hubert | Sainte-Ode         |
| Libin  |              | Libramont-Chevigny |

### Sections de la commune
| # | Nom          | Superf. (km²) | Habitants (2020) | Habitants par km² | Code INS |
| - | ------------ | ------------- | ---------------- | ----------------- | -------- |
| 1 | Saint-Hubert | 37,87         | 2.945            | 78                | 84059A   |
| 2 | Vesqueville  | 13,71         | 519              | 38                | 84059B   |
| 3 | Hatrival     | 17,33         | 623              | 36                | 84059C   |
| 4 | Arville      | 20,90         | 1.039            | 50                | 84059D   |
| 5 | Awenne       | 9,11          | 353              | 39                | 84059E   |
| 6 | Mirwart      | 13,06         | 125              | 10                | 84059F   |

### Villages et hameaux
Les autres villages sont Lorcy et Poix, les hameaux : Saint-Michel, Sainte-Adeline, Hurtebise, Pont-à-Lomme et Pont de Libin (Fingris / Banalbois). le Sartay, les Moulins, les Forges, les Rouges Fosses.

## Démographie

### Évolution démographique avant la fusion de 1977
- Source: DGS, 1831 à 1970=recensements population, 1976= habitants au 31 décembre

### Évolution démographique de la commune fusionnée
En tenant compte des anciennes communes entraînées dans la fusion de communes de 1977, on peut dresser l'évolution suivante:
Les chiffres des années 1831 à 1970 tiennent compte des chiffres des anciennes communes fusionnées.
- Source: DGS , de 1831 à 1981=recensements population; à partir de 1990 = nombre d'habitants chaque 1 janvier[7]

## Histoire

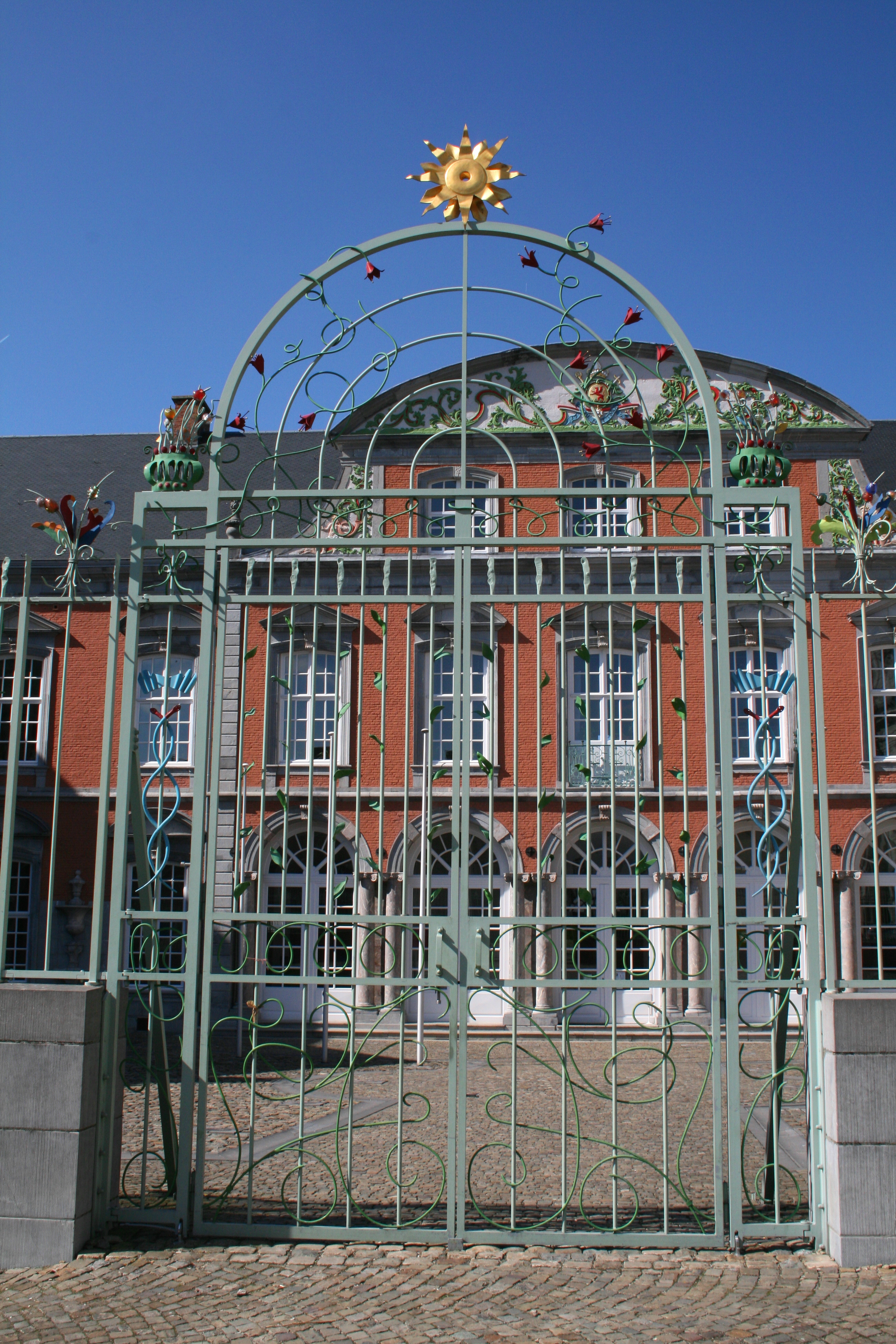
L'ancien quartier abbatial, dit palais abbatial.

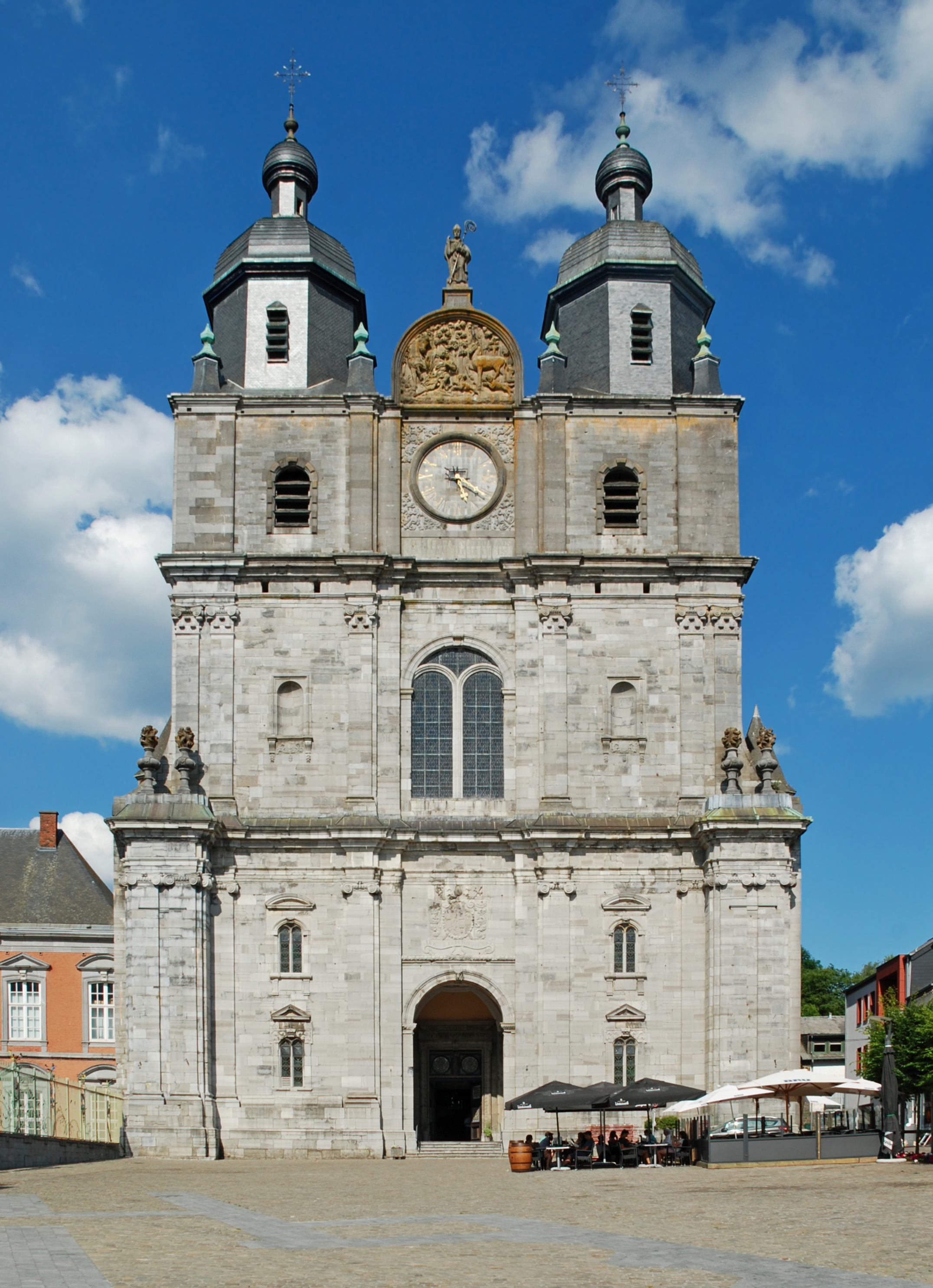
Basilique Saint-Hubert.

### Époque gallo-romaine
En 2010 débutent des fouilles archéologiques place de l’Abbaye : le service des fouilles de la Région wallonne remet au jour la Porterie de l'ancienne abbaye, déjà bien située, et, comme on le supposait depuis les découvertes romaines faites depuis 1970 dans la Grande Clairière de Saint-Hubert, des vestiges importants d'une villa romaine ou d'un castrum, vu l'épaisseur des murs et la finition de ceux-ci.
Cette dernière découverte représente un bond historique de plus de 400 ans dans la connaissance des origines de la ville.
Les ruines romaines devraient être celles que Plectrude, l'épouse de Pépin II, visite selon le Cantatorium, une chronique de Saint-Hubert rédigée à la charnière des XIe et XIIe siècles par un moine de l'abbaye, vraisemblablement Lambert le Jeune : « Il y avait au pays d'Ardenne un château-fort nommé Ambra, chef-lieu du domaine d'Amberloux, les Huns, en ravageant les Gaules, l'ayant démoli de fond en comble, il demeura en ruine pendant trois cent trente-sept ans. Plectrude, femme de Pepin, maire du palais sous le roi Thierry, allant visiter son domaine d'Amberloux, passa en cet endroit… »
On sait que toutes les villas et bâtiments gallo-romains du domaine d'Ambra ont brûlé à la fin du IIIe siècle, mais beaucoup de zones d'ombre subsistent encore dans la connaissance historique et archéologique des débuts. Avec la découverte de 2010, ces quelques lignes du Cantatorium deviennent claires : il s'agit de cette construction romaine dénommée Ambra qui est nommément citée dans la charte de fondation du cloître d'Andain (Andaïna) en 687.
Les fouilles progressant vers l'abbatiale, les chercheurs ont découvert de nombreux ossements d'un cimetière médiéval (XIe au XIIIe siècle) à une petite trentaine de centimètres du pavement de la place : des ossements d'hommes, de femmes et d'enfants, recouverts seulement d'un linceul que des centaines de milliers de personnes ont ainsi piétiné sans le savoir durant des siècles. Ils ont aussi mis au jour les restes de plusieurs bâtiments abbatiaux primitifs et les sous-sols d'un ensemble des XVIe et XVIIe siècles.

### Moyen Âge
Autrefois nommé Andage en deuxième appellation, la future ville de Saint-Hubert vit s'installer à la fin du VIIe siècle, à l'initiative de Pépin de Herstal et de son épouse Plectrude, une communauté religieuse conduite par Bérégise, leur chapelain. Elle se voit dotée d'importantes possessions au cœur du fisc royal d'Ambra.
Le Cantatorium, rapporte que Bérégise, lors de son installation, aurait relevé de ses ruines une première église dédiée à saint Pierre qui avait existé au sein du château d'Ambra. Selon une Histoire de l'abbaye de Saint-Hubert rédigée au XVIIe siècle par le moine Romuald Hancar, cité par Mouzon, cette église primitive aurait été édifiée vers l'an 102 par saint Materne, évêque de Tongres.
Un peu plus d'un siècle plus tard, vers 817, cette première communauté de chanoines est remplacée par une abbaye bénédictine qui sera dirigée par Alvéus, premier abbé. Les premiers religieux ont probablement souffert de leur isolement sur une terre ingrate parmi une population encore peu au fait des croyances chrétiennes, mais c'est bien l'abbaye de Saint-Hubert qui va parfaire et organiser l'ensemble de l'évangélisation en Ardenne depuis le haut Moyen Âge jusqu'aux temps modernes.
C'est par décision du Concile régional d'Aix en 817, avec l'accord du métropolite de Cologne et de l'Empereur Louis lui-même, à l’initiative de Walcaud, évêque de Liège, que cette modification peut s'opérer : les chanoines de Saint-Pierre en Ardenne (Andain) s'en vont reprendre l'abbaye de Saint-Pierre de Liège qui deviendra ainsi la plus ancienne collégiale liégeoise, à deux pas de la cathédrale Notre-Dame et Saint-Lambert, tandis que les bénédictins de l'abbaye de Saint-Pierre de Liège, fondée par saint Hubert lui-même, s'en viennent reprendre le collège de chanoines de Saint-Pierre d'Andain. Le concile leur accorde de pouvoir emporter avec eux (30 septembre 825) le corps intact du grand saint thaumaturge, leur fondateur. À cette occasion, l'abbaye qui devient le relais sud du diocèse de Liège, reçoit de nombreuses seigneuries, fiefs, fermes, moulins, vignobles, forêts, droits et rentes en dotation…, présages de ce que deviendra le Pays de Saint-Hubert au Moyen Âge et aux temps modernes (époques où quelque mille villages, villes, hameaux de France, d'Allemagne ou de Lotharingie seront concernés sur le plan matériel ou religieux, de près ou de loin, d'importance ou d'influence par l'abbaye, « ange gardien et phare de l'Ardenne, » ainsi que la qualifie Jacques Charneux.

### Époque contemporaine
L'abbaye mise sous séquestre dès le 2 février 1795, puis rendue partiellement aux religieux par la France révolutionnaire pour mieux les spolier, ce n'est que le 7 janvier 1797 que tous les moines sont définitivement expulsés. En octobre de la même année, l’abbaye, ses très nombreux sites, bâtiments, églises et biens - jusqu'aux crucifix des croisées de chemins - sont vendus à la pièce.
Sous l'occupation française puis hollandaise, le quartier, les bâtiments du site abbatial, et les dépendances non vendus ou même rachetés à de premiers acquéreurs par la République accueillirent d'abord brièvement - du 16 novembre 1794 au 16 juin 1795 - l’administration centrale du département des Forêts avant de devenir le siège, accompagné de nombreuses administrations dont la maréchaussée, d'une sous-préfecture et d'un arrondissement judiciaire du département de Sambre et Meuse, puis du Grand Duché de Luxembourg sous la domination hollandaise et ce jusqu'à la séparation des deux Luxembourg en 1839,.
Sa célèbre bibliothèque est dilapidée entre notables du régime, personnes "éclairées", occupants et vandales de tous bords avant que le solde ne soit convoyé par la République aux Archives départementales (actuellement Archives de l’État) à Namur. Quelque 50 ans plus tard ce qu'il en reste est cédé par l'État gratuitement à l'Institut archéologique namurois. Découvert dans les greniers de celui-ci par dom Thierry Réjalot, il est acheté par la nouvelle abbaye de Maredsous vers 1925.
En compensation de la perte par la ville de son statut de chef-lieu de province au profit d'Arlon, mais aussi de la perte de son statut de chef-lieu des arrondissements judiciaire et administratif, au profit de Marche et Neufchâteau et aussi bien sûr des nombreuses administrations qui lui sont liées, l'ensemble du site abbatial accueille de 1844 à 1956, un pénitencier pour enfants et jeunes gens (10 à 21 ans) de l'entièreté du pays, géré dans les deux langues par l'ordre gantois des frères de la Miséricorde ; (dont la tombe commune se trouve toujours dans l'ancien cimetière de Saint-Gilles), avant d'être administré et gardé dans les deux langues toujours par des contractuels employés du Ministère de la Justice, après le renvoi des frères (en application de la loi dite de malheur), ce qui amena de très nombreux Flamands à s'installer au Borq et à y faire souche : Petermans, Teymans, Uytenhove, Derweduwen, Van Buylaere, De Backer, Van Slambroek, etc. Le pénitencier sera supprimé après le procès de 1954 et la construction du premier IPPJ de Wauthier-Braine.
Depuis 1959, le site est le siège des Affaires culturelles de la Province. Depuis 1962, il héberge des classes de plein air et de forêts. Il accueille également différentes administrations provinciales dont, depuis les années 1980, le département Citoyen, qui se démantèle actuellement par pillage, service par service, pour Marche et Libramont. Depuis 1962 également, il accueillait un important dépôt des archives de l’État, dont les propres archives non politiques de l'abbaye, le solde se trouvant à Bruxelles, Paris, La Haye, Londres, Luxembourg, Arlon, Namur... Ce dépôt d'archives a malheureusement quitté Saint-Hubert pour Arlon en 2019.

## Héraldique
|  | La ville possède des armoiries. Blasonnement : D’azur à la rencontre de cerf crucifère soutenu d’un cor enguiché, le tout d’or. - Délibération communale : 7 avril 2000 - Arrêté de l'exécutif de la communauté : 24 août 2000 Source du blasonnement : Lieve Viaene-Awouters et Ernest Warlop, Armoiries communales en Belgique, Communes wallonnes, bruxelloises et germanophones, t. 2 : Communes wallonnes M-Z, Communes bruxelloises, Communes germanophones, Bruxelles, Dexia, 2002. |

## Vie et légende de saint Hubert

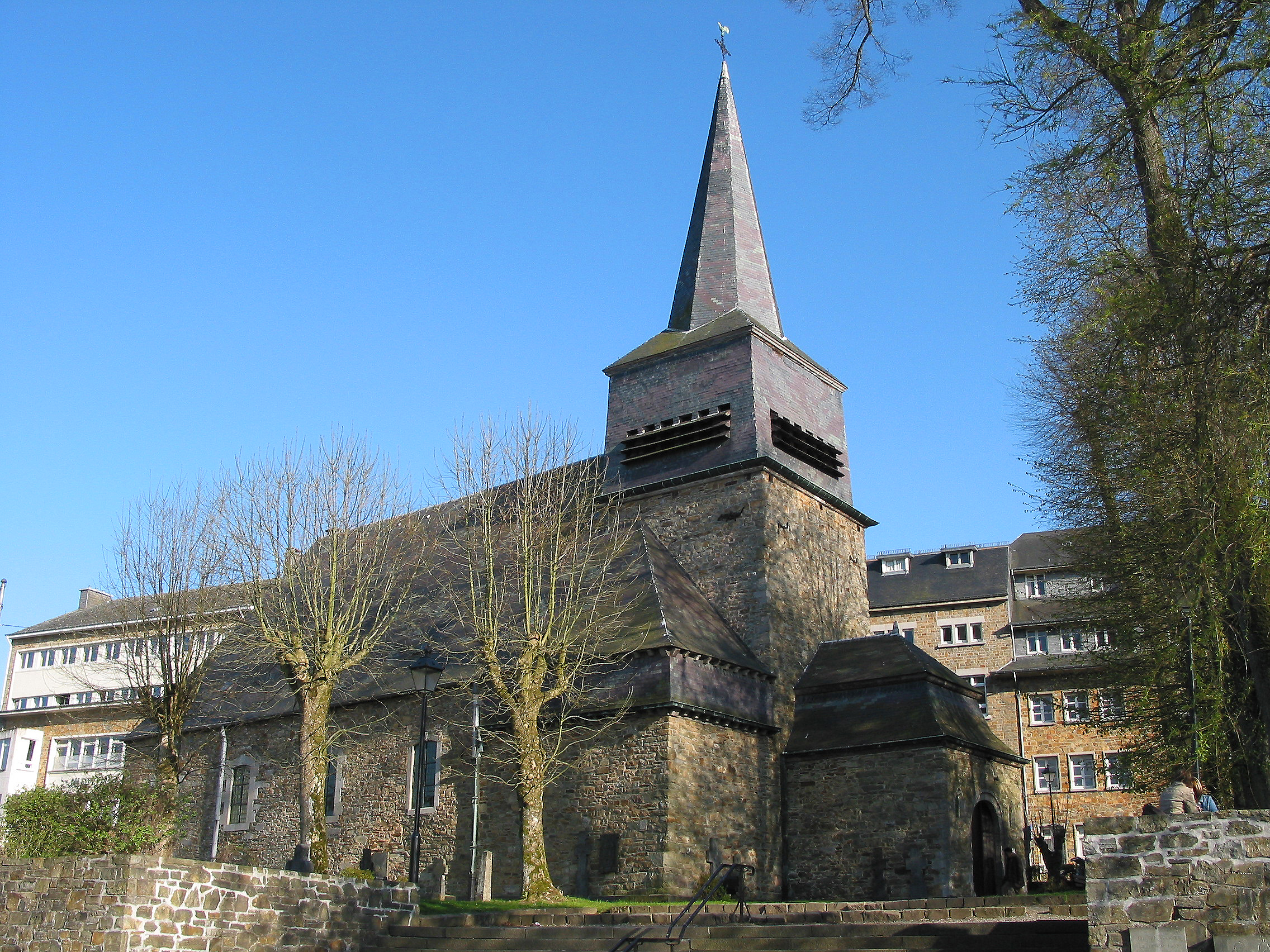
L'église Saint-Gilles-au-Pré.

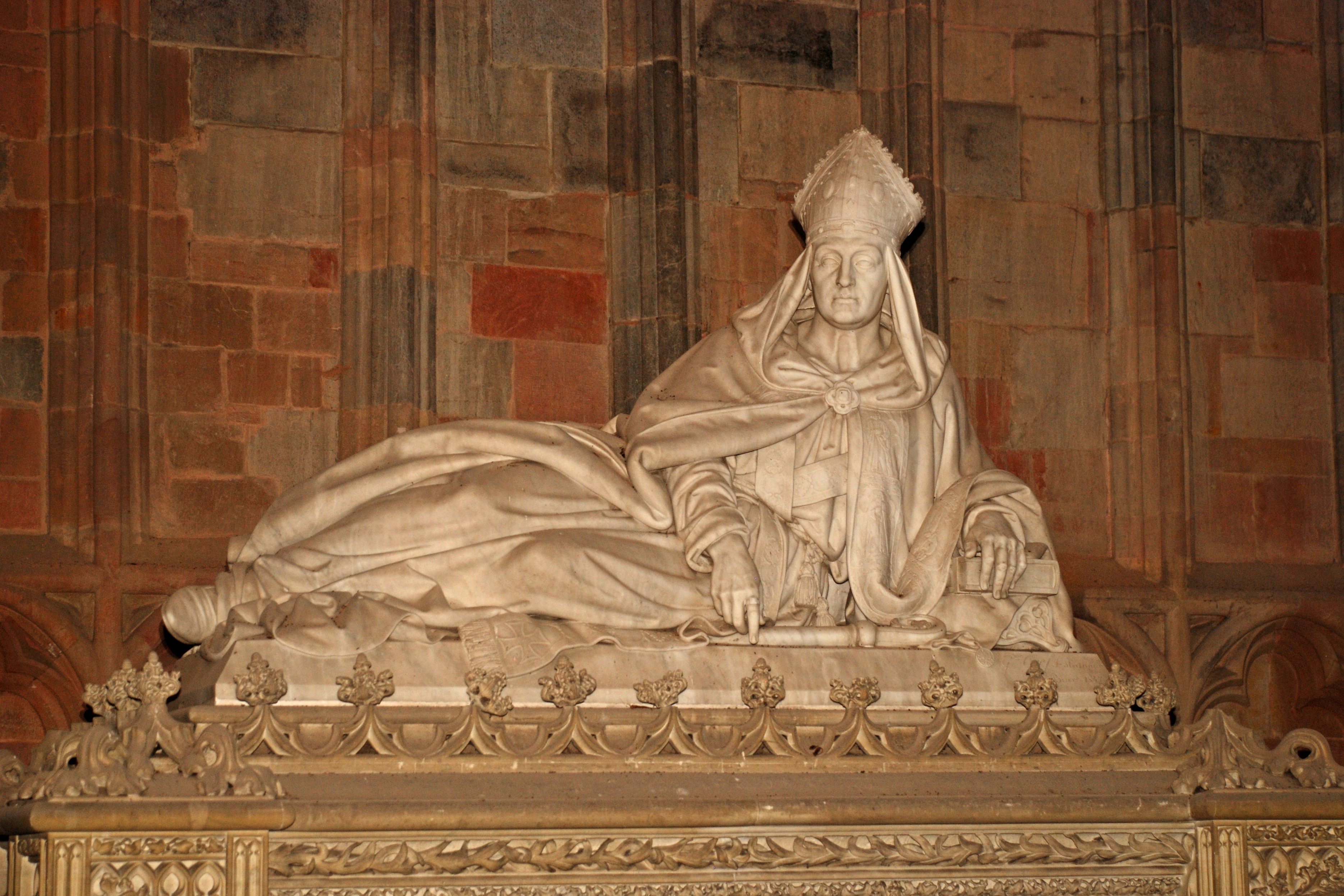
Cénotaphe de saint Hubert par Guillaume Geefs (1847), basilique Saint-Hubert.

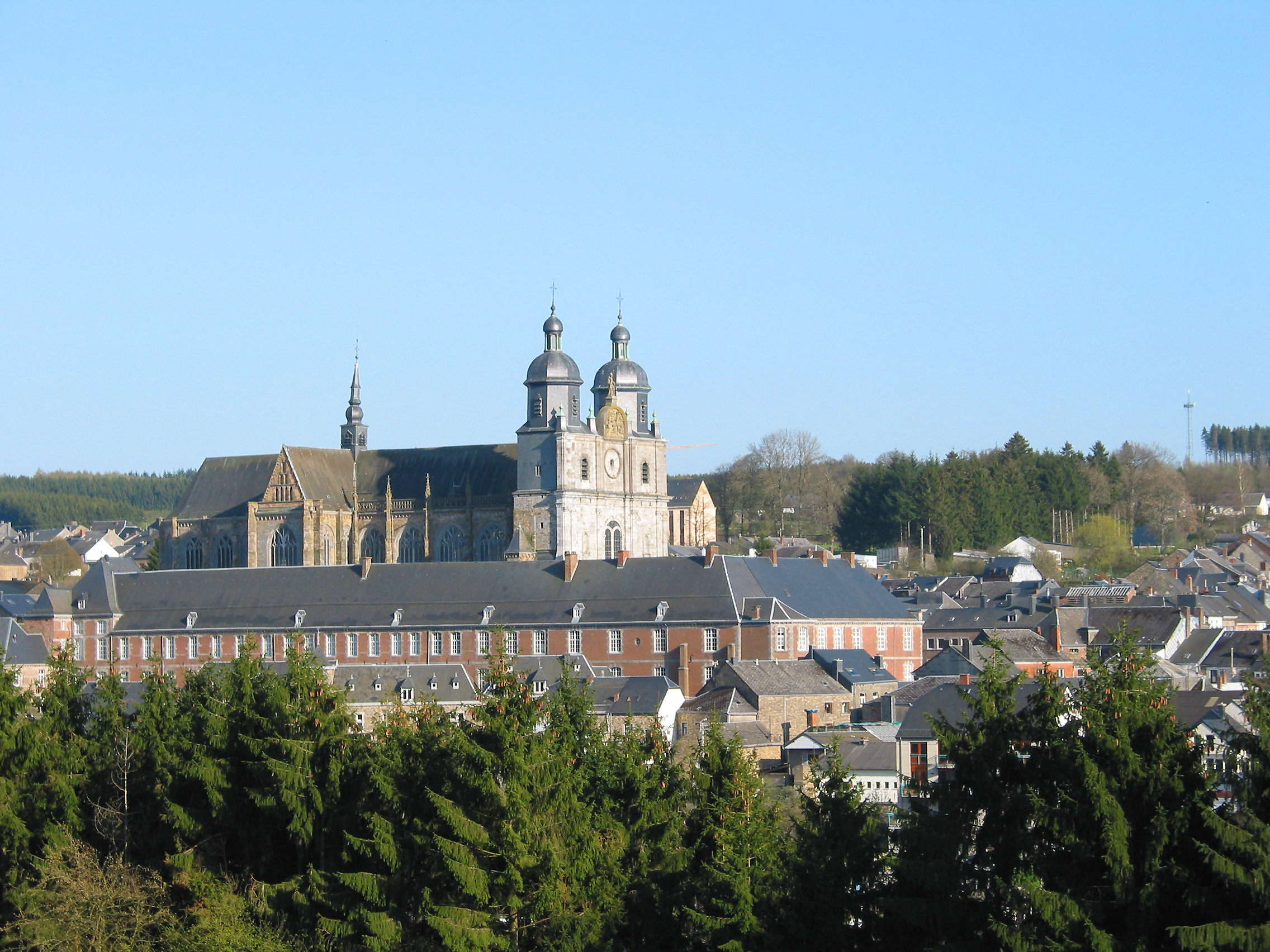
La basilique et le quartier abbatial.

Hubert de Liège, attaché à la cour de Pépin à Herstal, et contemporain également de Charles Martel, est né vers 650. Il est nommé évêque de Tongres-Maastricht vers 705. Cet évêché comprenait anciennement le territoire actuel de la province de Liège, certaines parties des provinces de Namur et de Luxembourg, une partie de Eiffel (Bad Aachen, Jülich... ) ainsi que les deux Limbourg (belge et néerlandais). Au début, le lieu de résidence d’Hubert se trouvait à Maastricht, mais vers 710, celui-ci vint s’établir à Liège sur les lieux du martyre de Lambert et des deux basiliques qu'il y a déjà fait construire. Il est donc considéré par l’Église et le peuple liégeois comme le fondateur et le patron principal de leur ville de Liège. Comme ces régions étaient encore peu christianisées, il voyageait à cheval, à pied ou en bateau à l’intérieur de son évêché pour y rencontrer et parfaire l'évangélisation des personnes habitant ces contrées, ce qu’il fit jusqu'à sa mort en 727 à Fourons-le-Comte (professeur Thys van Oudenaarde). (Source ?) Grand thaumaturge, les nombreux miracles rapportés par ses contemporains et réalisés tant de son vivant que sur sa tombe en l’abbatiale Saint-Pierre de Liège, lui valent d'être élevé sur les autels par l’Église, Hubert est donc déjà canonisé le 3 novembre 743. À cette occasion, sa tombe est ouverte en présence de plusieurs évêques, de nombreux seigneurs et pèlerins, du roi Carloman lui-même : son corps et ses vêtements épiscopaux sont découverts parfaitement intacts (évêque Jonas d'Orléans, Vita prima).
Patron des forestiers, des bûcherons et des chasseurs, Hubert est d’abord et avant tout le patron des Ardennais qui reconnaissent en lui, leur saint protecteur depuis le IXe siècle. Depuis cette époque, la supplication pour la protection et les résultats d'une bonne chasse, l'offrande des prémices de la chasse s'est faite de manière tout à fait naturelle et spontanée par les seigneurs locaux et régionaux, la protection des activités quotidiennes des artisans, celle des récoltes et l'offrande des prémices de celles-ci par l'ensemble de la population ardennaise montant en pèlerinage au tombeau du saint, ont confirmé l'attachement et le choix des ardennais.
Les Croix banales instituées par l'évêché de Liège quelques décennies plus tard et qui conduisaient les paroisses chacune à leur tour par doyenné ou chrétienté de Graide, Behogne, Bastogne, Famenne, Ardenne, Houille, Semois, Paliseul, Givet..., bannières et croix de procession en tête, à pied, en char à bœufs en famille et par paroisse, accompagnés de leur clergé et ce, jusqu’à l’abbaye, apportant offrandes et dons. Elles ont perduré jusqu'à la fin de l'ancien régime... Ainsi les moines s'étant vu réquisitionner leur charroi par l'occupant français et toutes processions et pèlerinages étant interdit, ils ont pu organiser la récolte des fromages de croix grâce aux fourgons de la République... Quelques grands pèlerinages pédestres subsistent encore...

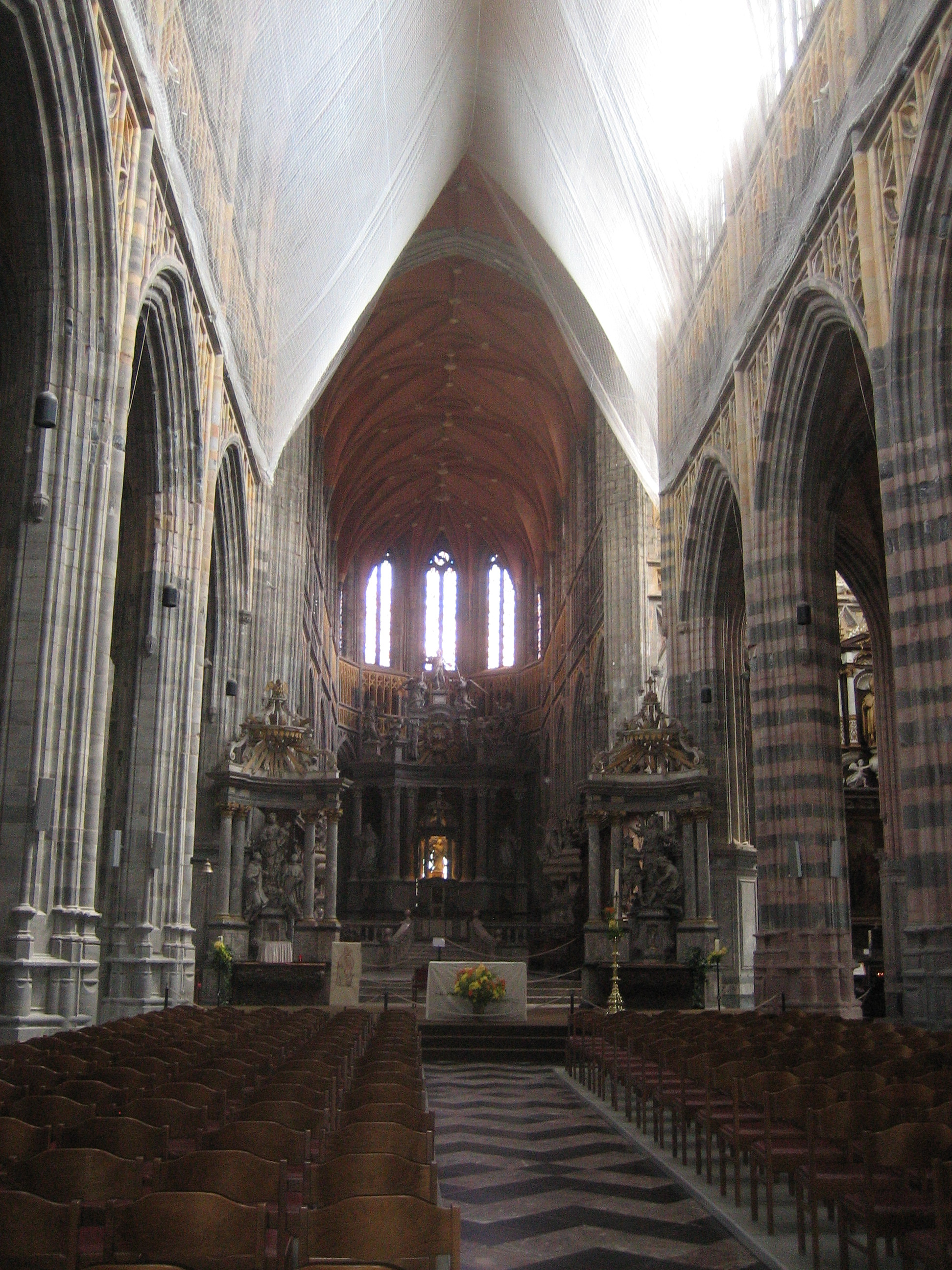
L'intérieur de la basilique.

Depuis le XVe siècle, la Vita V, écrite sans doute par Hubert le Prévost pour Philippe le bon, grand chasseur et prince de sang royal, prétend faire d’Hubert le fils de Bertrand, duc d’Aquitaine, grande province de France, marié à Floribane, fille du comte de Louvain (comté qui n’existe pas encore mais qui sera un des premiers fiefs des Bourguignons chez nous et qui est à l’origine du duché de Brabant) : se proclamant de la descendance d'Hubert de Liège et par ce lignage, posséder les mêmes pouvoirs qu'Hubert, à savoir guérir la rage, protéger chasseurs, chevaux et limiers à la chasse, accorder le répit aux malades et aux personnes mordues qui ne devront plus se rendre à Saint-Hubert, aussi, pour lui, il est donc extrêmement important qu'Hubert ait eu une descendance, dont au moins un fils ! Son choix tombe sur saint Floribert, le successeur d'Hubert à l'épiscopat. Floribert, déjà fils spirituel d’Hubert, devient ainsi pour le conteur, un fils selon la chair et son ancêtre personnel.
Depuis cet épisode, la vie et la légende d'Hubert s'entremêlent : aujourd'hui, elle rapporte toujours qu’Hubert, attaché à la cour d'Austrasie mais fils de Bertrand, duc d’Aquitaine, marié à Floribane, fille du comte de Louvain, chassait un Vendredi Saint... il fit la rencontre d'un cerf magnifique portant un crucifix lumineux au milieu de ses bois. Le Christ l'appelle à la conversion et à vouer sa vie à l'évangélisation : Jusques à quand cette vaine passion te fera-t-elle oublier le salut de ton âme ? De retour à Herstal, puis à Maastricht, Hubert devient disciple de Lambert et entame un pèlerinage à Rome. Encouragé par le pape Serge I, celui-ci apprenant l’assassinat de Lambert, choisit et sacre Hubert comme nouvel évêque de Tongres-Maastricht. C'est à cette occasion qu'il aurait reçu de saint Pierre lui-même les clefs de Saint-Hubert pour protéger hommes et bêtes et qu'un ange lui aurait apporté la sainte étole toujours vénérée et imposée contre toutes rages et spécialement les personnes mordues par un animal enragé. Ces clefs dites de saint Hubert, son cornet et les effigies des saint Pierre et Hubert ont été de tous temps représentés dans les armes de l'abbaye. Le cornet reste le souvenir emblématique du pèlerinage hubertin parmi tous les béatiles emportés par les pèlerins, comme la coquille reste celle des pèlerins de Saint-Jacques pour Compostelle.

## Politique et administration

### Conseil et collège communal 2024-2030
Bourgmestre : Didier Neuvens, MR, DYNAMIC.
Echevins :
- Laurent Breuskin, Borq et Villages.
- Laura Legrand-Devel, DYNAMIC.
- Pierre-Alexis Roland, Borq et Villages.
- Séverine Pierret-Burton, PS, Agissons Ensemble.

Président du CPAS : Philippe Gilson, Agissons Ensemble.
Conseillers Communaux :
- Patrick Pierlot.
- Pierre Henneaux.
- Anne Henneaux.
- Dominique Bosendorf.
- Joseph Marchal.
- Kevin Debourse.
- Margaux Léonard.
- André Adam.
- Adrienne Dernier.
- Adrien Laffineur.
- Sébastien Bonmariage.
- Gilles Dabe.

### Bourgmestres de Saint-Hubert depuis 1830
- M. Poncelet (1921) : chevalier de l'ordre de Léopold.
- Claude Bonmariage, (2006-2012).
- Jean-Luc Henneaux, (2012-2021), démissionne pendant son mandat en 2021.
- Pierre Henneaux, (2021-2024), remplace Jean-Luc Henneaux.
- Didier Neuvens, (2024-2030).

### Sécurité et secours
La ville fait partie de la zone de police Semois et Lesse, et dispose sur place en plus de la permanence communale d'un des deux postes d'intervention de cette zone. Un peloton de gendarmes fut installé sous l'occupation française dans les locaux abbatiaux. Supprimée avec le départ des administrations, la maréchaussée ne reprit vie à Saint-Hubert que par la volonté du roi Léopold I à l'époque de ses grandes chasses en Ardenne. L'ancienne gendarmerie, occupée très longtemps par l'Académie de musique de Saint-Hubert date de ce temps-là.
La ville est aussi partie dans la zone de secours Luxembourg et dispose depuis un siècle d'un corps de Sapeurs-Pompiers.
Une section de la Croix-Rouge s'est développée localement à partir de 1924 après avoir participé avec la Croix-Rouge de Belgique à la gestion de l'Ambulance 1034 de Saint-Hubert (Lazaret) en 1914-1915.
L'hôpital abbatial Saint-Eloi fut au service de la population, des malades et pèlerins depuis l'an mil environ jusqu'à la Révolution. Il se trouvait place des Plaids généraux, actuelle place de l'abbaye, jusqu'au sac de la ville en 1568. Restauré provisoirement après les évènements, il fut reconstruit à neuf, rue de la fontaine en 1607. Le bâtiment actuel ne représente plus à lui seul qu'un quart environ des anciens bâtiments hospitaliers.
Une léproserie-ladrerie (?), lieu de confinement et d'écartement des personnes contagieuses, alimenté par une fontaine, dans un pré à l'écart de la ville, a vraisemblablement existé lors des diverses épidémies qu'a connu la cité et l’Ardenne au Moyen Âge et aux temps modernes, particulièrement lors de la peste de 1636, au lieu-dit Maladrie ou maladrerie. Le cimetière pour ces personnes décédées mais contagieuses qui aurait provoqué le choix de l'emplacement de la chapelle Saint-Roch, n'a jamais été identifié.
À la suite des épidémies récurrentes de tuberculose des dispensaires antituberculeux furent créés dans plusieurs villes de la province dès l'entre deux-guerres. Celui de Saint-Hubert, installé avenue Nestor Martin, au pied de Saint-Gilles, fut détruit par une des bombes volantes tombées sur la ville en novembre 1944. Il fut donc réinstallé pendant quelques années rue Saint-Gilles (maison Arend) avant de terminer son existence rue Général Dechesne dans l'ancienne habitation du commissaire de police.
En 1955, quatre médecins et chirurgiens associés achètent un terrain route de Lorcy et lancent les plans d'un nouvel hôpital pour la ville. Le projet disparaitra dans un arrangement entre M. Braffort, propriétaire des deux petites antennes chirurgicales de Libramont et de Virton-Saint-Antoine et ces médecins : ils seront tous engagés comme cadres ou cogestionnaires dans l'agrandissement de la clinique de Libramont qui se réalisera de 1957 à 1959.

## Patrimoine et culture

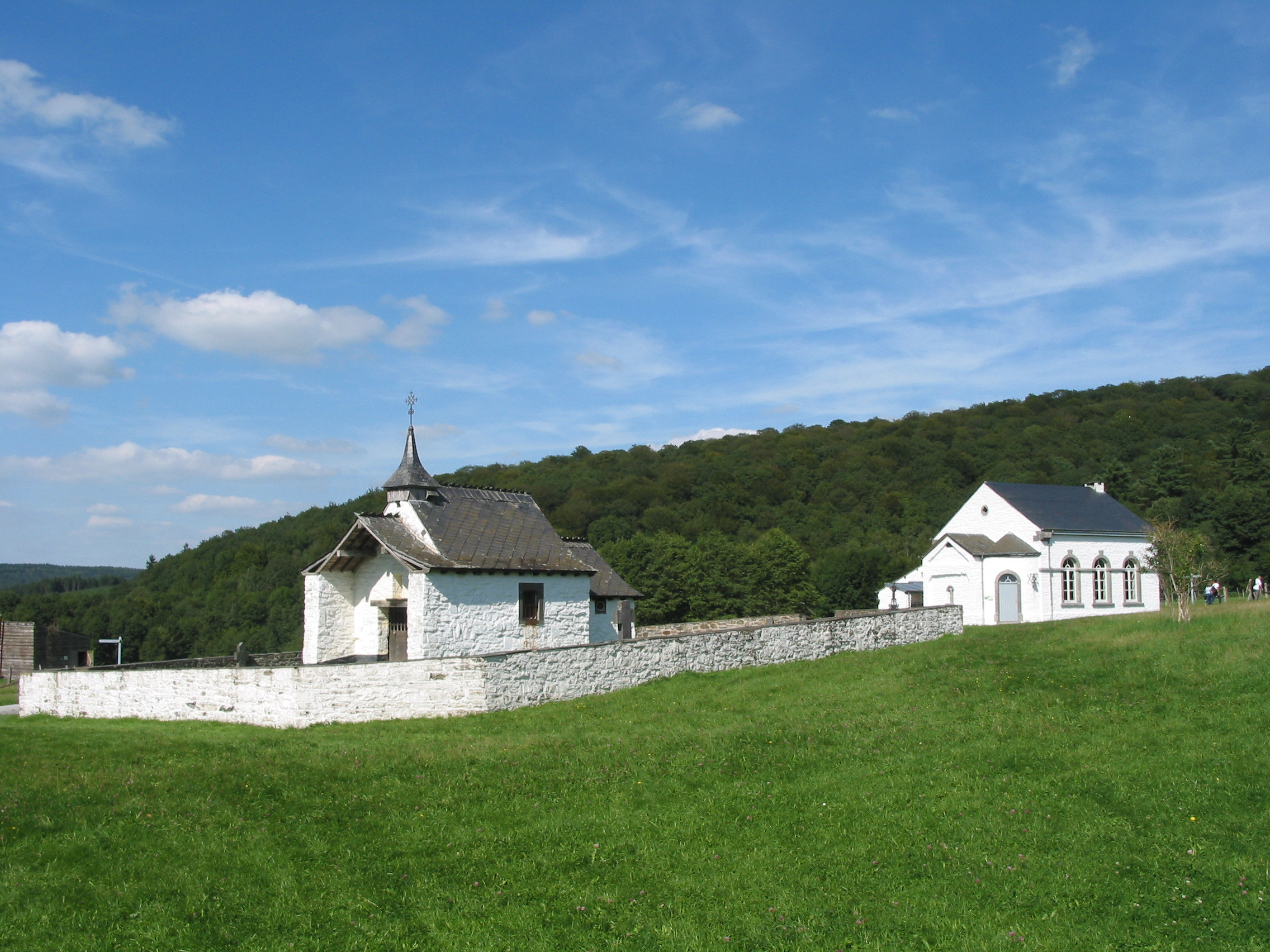
Le musée de plein air de Saint-Michel.

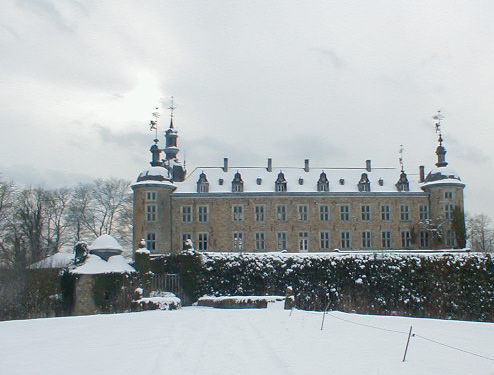
Le château de Mirwart, sous la neige.

### Patrimoine architectural
Saint-Hubert conserve un important patrimoine, en dehors de la basilique Saint-Hubert, ancienne abbatiale Saint-Pierre.
- Le quartier abbatial a été reconstruit dans son aspect actuel de 1729 à 1731 par l'abbé Célestin De Jongh[25]. L’aile ouest, qui abritait la chancellerie de l'abbaye et de la Terre de Saint-Hubert, conserve de nombreux éléments des XVIe et XVIIe siècles. L'aile centrale comporte des salles de réception, un salon de musique et des logements pour les hôtes de marque. À l'est du quartier, les bâtiments conventuels et les communs, qui encadrent l'actuelle cour des Tilleuls, datent du XVIIe siècle. Construits en 1639 sous l'abbatiat de dom Nicolas de Fanson[26], ils abritaient entre autres le réfectoire, le cloître, les cuisines, la tour des archives et la bibliothèque.
- L'église Saint-Gilles-au-Pré, dont le Cantatorium nous dit qu'elle fut construite en 1064 sous l'abbatiat de Thierry I de Leernes[27], fut dédiée initialement à saint Denis martyr[28]. Elle change de titulaire avant la fin du XIe siècle, à la suite de l'acquisition par l'abbé Thierry de reliques de saint Gilles du Gard. Les murs de la nef et la tour datent de la première époque. D'importants travaux sont entrepris en 1567 sous l'abbatiat de Remacle de Marche, en fin des travaux de reconstruction de l'abbatiale et avant le sac de celle-ci: construction du chœur gothique, réaménagement des séparations des nefs et construction de la chapelle Saint-Crépin (à gauche en entrant)[29]. En 1739, on perce une nouvelle entrée sous la tour et fait construire le porche ouest actuel. Jusqu'alors, l'entrée se trouvait du côté nord[30]. En 1770 enfin, on adapte au goût du jour les fenêtres de la nef[31]. La cloche principale, la plus ancienne de la ville, peut être datée de 1575. Elle fut offerte avec deux autres, volées, par Jean VII Balla qui réinstalle à la même époque un carillon dans l'abbatiale. Le mobilier date de la fin du XVIIe siècle (1675 pour l'autel de la Vierge et 1685 pour l'autel principal dédié à saint Gilles, tous deux offerts par le l'abbé Cyprien Mareschal, curé primaire de la ville, quant au troisième, dédié à sainte Barbe, il porte bien les caractéristiques du XVIIe siècle et semble un peu plus ancien). L'antependium de l'autel sainte Barbe, dédié à saint Hubert, et le maître-autel, tous deux de très grande qualité, proviennent vraisemblablement de l'atelier du grand maître liégeois Arnold de Hontoire, très régulièrement présent à Saint-Hubert les 25 dernières années de sa vie.
- À 7 kilomètres au nord de la ville, à Saint-Michel, au bord de la Masblette, se trouve le Fourneau de Masblette, construit en 1771 par l'abbé Nicolas-Dominique Spirlet. Il est aujourd'hui un musée consacré aux prémices de l’industrie du fer et de la sidérurgie en Wallonie. À proximité, un éco-musée de plein air, le Musée de la vie rurale en Wallonie, rassemble des bâtiments anciens provenant des différentes régions wallonnes.
- Le château de Mirwart est un ancien château féodal dont les premières mentions remontent vers 940. Il abrita en son sein du XIe siècle au milieu du XVIe siècle (après la prise de possession du château par l'abbaye qui le reçut en hommage au prince-évêque de Liège), le prieuré Saint-Michel. Le château actuel fut reconstruit en style classique au début du XVIIIe siècle par les nouveaux propriétaires (de Smaeckers), chevaliers d'industrie.
- La porte du Parc, reconstruite avec le rempart de l'abbaye de 1659 à 1662 par l'abbé dom Benoît Laurenty de Lessive, représentent avec le bastion de dom Nicolas V de Fanson, le petit reste des défenses abbatiales encore debout. Les premières fortifications furent construites dès l'an 940 par l'abbé Frédéric : un kilomètre de murailles environ, 9 tours et au moins 4 portes...
- Le monastère N-D d'Hurtebise, dont les bâtiments initiaux et la propriété ont été donnés aux religieuses bénédictines par la famille de la Vallée-Poussin, est un havre de paix et de prière à l'orée de la forêt, les religieuses y organisent retraites et sessions bibliques ainsi que la fabrication d'hosties pour les paroisses catholiques. Il a été construit à partir de 1938 à l'emplacement d'une des trois bouveries que l'abbaye possédait dans la région et gérait en faire-valoir direct. Les moines y élevaient là aussi des bêtes rouges mais spécialement les célèbres roux d’Ardenne qui régalaient les princesses royales et la Cour de Versailles, moutons envoyés par chariots entiers via les prieurés français de l’abbaye[32].
- La Bouverie de Chermont, construite par Nicolas V de Fanson vers 1645 à l'emplacement des ruines et des terres du hameau de Chermont, dont les propriétaires étaient tous décédés lors de la grande peste et dont plus personne ne voulait, constituait après le rachat aux héritiers un domaine d'un seul tenant de plus de cent hectares où l'abbaye élevait un bétail important (bêtes rouges). Elle fut saisie par la République et vendue avec les biens abbatiaux en 1797, transformée au XIXe siècle en ferme agricole et d'élevage par les propriétaires successifs pour abriter les nombreux domestiques, le chartil, le bétail, les récoltes d'une importante exploitation. Réaménagée il y a quelques années en résidence par la famille Saverys, elle a constitué avec les exploitations de Bure et Hurtebise, non concédées en fermage (contrairement à Hatrival, Séviscourt, Tavier, Terwagne, et de nombreuses autres), les trois bouveries, voisines de l'abbaye, gérées en faire-valoir direct par ses oblats, convers et domestiques.
- La Converserie, située actuellement sur la commune de Tenneville, comporte encore des parties de bâtiments anciens. Un premier hospice y fut construit en 1152 par l’abbaye sur un terrain offert par le comte Henri de La Roche et tenu par les convers, d'où son nom. Il était destiné à accueillir pèlerins et malades se rendant au tombeau de saint Hubert et traversant la grande forêt au risque de se perdre par temps de brume, de brouillard, de neige, dans l'obscurité, dans les fanges, ou encore de subir des attaques de loups. La nuit et par mauvais temps, une cloche sonnait à intervalles réguliers pour orienter les égarés. Les terres exploitées par les moines et essartées sur la forêt, la lande et la fagne constituent toujours une clairière importante autour des bâtiments hospitaliers et des anciens bâtiments agricoles rénovés par le comte de Launoit pour les chasses des princes de Réthy avant d’être rachetés et exploités comme centre de séminaire par le baron Coppée après que le roi Baudoin eut renoncé aux chasses royales de Freyr et de Saint-Hubert. Ils sont actuellement occupés par un collège privé.
- La chapelle Saint-Roch, construite en 1682, par dom Cyprien Mareschal, ex-voto offert à saint Roch de Montpellier pour la protection accordée durant la grande peste de 1636 où la moitié de la population de la ville et le tiers des moines ont péri et le prier aussi de continuer à protéger les borquins contre tout retour de l’épidémie. Ceux-ci se sont engagés avec leur prélat pour un pèlerinage pédestre annuel, en procession le 16 août, jour de sa fête. Construite en matériaux du cru, pierres de schiste et de grès, liant de chaux et sable rouge, fenêtres en plein cintre et chevet gothique, chaulée comme tout maison particulière ardennaise qui subit les intempéries, petit clocheton et statue extérieure de la Vierge dans une niche. La statue du saint est en sécurité[réf. nécessaire] chez un voisin : mais est-ce la bonne formule ?[non neutre]
- L'ancien hôpital Saint-Éloi, vendu par les révolutionnaires à un particulier, fut aménagé pour le roi Léopold I qui l'appelait « mon petit pied à terre » et qui l’occupa chaque automne pendant près de vingt ans. Les forêts domaniales de Saint-Michel, Warinsart et Freyr étaient toutes proches des forêts de Saint-Hubert dont la chasse lui avait été offerte par la Ville lors de sa joyeuse entrée en 1843. Elles étaient aussi les seules forêts en Belgique à contenir encore du gros gibier dont des cerfs au milieu du XIXe siècle... mais aussi des loups dont on prétend qu’il tua le dernier[33].
- Le Fourneau Saint Michel : Musée du Fer et de la Métallurgie ancienne, qui expose un ancien martinet d'industrie.

### Culture

#### Folklore et festivités
- Chaque été, le premier week-end de septembre, ont lieu les journées internationales de la chasse et de la nature qui comportent entre autres activités, le championnat international des chiens de Saint-Hubert, race particulière de chiens de sang (bloodhound) créée par l'abbaye de Saint-Hubert au Xe siècle et dont le haras a perduré jusqu'à la révolution .
- Chaque été, début juillet, se tient le WE de la Rose.
- Depuis 2015, début juillet, les stages internationaux de Trompes de Chasse ont à nouveau repris.
- Chaque printemps, en mai, ont lieu les championnats de Belgique (ou du Benelux) de Vol à voile
- Chaque été, dans le cadre du Festival de Wallonie, le Juillet musical de Saint-Hubert organise des concerts dans la ville, dans les villes du centre et du nord de la province et dans les villages voisins.
- Le Borqtour, un festival de musique rock et électro, se tient à la mi-août.
- Les pèlerinages au tombeau de saint Hubert restent vivaces, bien que moins nombreux qu'autrefois, et ont lieu à dates fixes pour les pèlerinages les plus anciens.
- Chaque automne, le dernier week-end de septembre voit se rassembler les bouchers, charcutiers, mangons et masqueliers de Belgique et du nord de la France pour honorer leur saint patron.

## Économie et tourisme

### Ressources
Saint-Hubert est un centre touristique important de l'Ardenne. La ville jouit d’un vaste environnement boisé, partagé entre possessions privées, communales, provinciales, régionales et royales. La forêt de Saint-Hubert, les forêts de Freyr septentrionale et méridionale, la forêt d'Hazeilles, la forêt de Saint-Michel, la forêt du roi Albert, le domaine de Mirwart, etc. sont ainsi des ensembles contigus de forêts mixtes proposant une grande variété de paysages et une qualité biologique exceptionnelle sur les milliers d'hectares de dix grandes communes forestières : La grande forêt de Saint-Hubert.
La pratique du tourisme cohabite avec celle de la chasse, de l'exploitation forestière, des études agronomiques et d'importantes entreprises de génie civil. La ville est aussi le siège d'un centre pénitentiaire important, d'un centre administratif de l'état, d'un réseau d'enseignement secondaire et de formations aéronautiques, d'une zone artisanale et d'une zone commerciale, d'un centre de pratique du ski nordique, de nombreux hôtels, gites, centres de vacances pour groupes, logements et terrains de camp pour mouvements de jeunesse, de plusieurs haras et centres hippiques.

### Transports

#### Air
L'aérodrome civil de Saint-Hubert (EBSH ou Saint-Hubert Airport) fut créé en 1925. Dès le début, une école d'aviation et des ateliers de construction d'aéroplanes y ont été installés sous l'autorité du capitaine Orta. Les installations furent rétrocédées à son principal actionnaire financier, l’État belge dès 1946 et gérées par la Régie des Voies Aériennes jusqu'à la fédéralisation de la Belgique. L'Aéroclub des Ardennes y exerce ses activités depuis 1958 et le Centre National de Vol à Voile depuis 1960. On y trouve également une station météo opérationnelle depuis 1925, actuellement entièrement automatisée. L'aérodrome, propriété de la Ville depuis sa création, est actuellement géré de concert par celle-ci, la Sowaer (société wallonne des aéroports) et une coopérative de pilotes et d'usagers. Son activité principale est le vol à voile. Des stages ADEPS, des vols découvertes, des formations d'initiation et de perfectionnement sur hélicoptère, avion de tourisme, ULM ou montgolfière y sont aussi proposés par divers intervenants. L'aérodrome offre de nombreux services: hôtel-restaurant, hangars, ateliers de maintenance et de réparation, tour de contrôle, académies d'aviation, salles de réunion et bureaux de sociétés, services d'entretien et de gestion, ravitaillement en carburant, logements, etc..
L'aérodrome militaire de Saint-Hubert (EBSU ou Base aérienne de Saint-Hubert), propriété du ministère de la Défense et gérée par lui, a été construit de 1950 à 1959 comme base de réserve OTAN. Il fut affecté avant la fin de sa construction à la Royal Canadian Air force et ce, pendant une douzaine d'années avant d'être remis à l'École d'aviation légère de Brasschaat (Voltac) qui l'a géré jusqu’à la réforme en profondeur de l’armée belge après 1990, la ville étant à l'époque la marraine de la 16e escadrille d'aviation légère basée à Butzweilerhof RFA . En assez mauvais état, il est occupé régulièrement pour des manœuvres et exercices par les para commandos, les chasseurs ardennais dont la ville est la marraine actuelle du Régiment, divers corps OTAN… La piste en béton de 2 700 m x 45 m et ses installations (taxiway, blocs ops, hangars, dépôts kérosène, etc.) sont maintenus en état de fonctionnement.

#### Rail
La première gare de Poix-Saint-Hubert, sur la ligne du Grand Luxembourg, et la route nouvelle pour relier cette gare à la ville furent inaugurés en 1858. Jusque 1956 et l’électrification de la ligne, tous les trains directs ou "express" faisaient arrêt dans cette gare importante, qui sera reliée dès le 1er octobre 1886 par chemin de fer vicinal à Saint-Hubert. La ville a connu ainsi la plus ancienne voie ferrée métrique de Wallonie de 1886 jusque 1960. Elle a aussi été reliée très tôt par vicinal à Libin, Maissin, Paliseul, Bouillon, Sedan, Nouzonville (département des Ardennes) puis Freux, Amberloup, Libramont, Bastogne… Il existait aussi à Poix le seul service de transbordement SNCV-SNCB pour le centre et le nord de la province avec celui de la gare de Melreux. La gare de Hatrival et le point d'arrêt de Mirwart, dans la commune de Saint-Hubert, sur la même ligne 162 (Namur-Sterpenich), ont été supprimés dès 1984.

## Personnalités liées historiquement à la ville
- Pierre-Joseph Redouté, né à Saint-Hubert le 10 juillet 1759 et décédé à Paris le 19 juin 1840[38], peintre aquarelliste célèbre, surnommé le « Raphaël des fleurs[39] », professeur des reines Marie-Antoinette et Marie-Louise d'Orléans[40] et de l’impératrice Joséphine de Beauharnais...
- Henri-Joseph Redouté, son frère cadet, né à Saint-Hubert, peintre aquarelliste et illustrateur, il participe avec Bonaparte à la campagne de Bonaparte en Égypte et à la Description de l’Égypte[41].
- Antoine-Ferdinand Redouté, leur frère ainé, né à saint-Hubert, peintre décorateur.
- Saint Thierry I de Leernes, abbé, décédé à Saint-Hubert en 1086, « le plus célèbre abbé de son temps » et le plus célèbre abbé hubertin, fut un ami intime du pape Grégoire VII et de Godefroid dit de Bouillon, avoué de l'abbaye. Il fut fortement impliqué comme son successeur Thierry II dans la Querelle des Investitures. Il fait construire trois cryptes extérieures à l'abbatiale dont l'actuelle, bénie en 1080 et une autre sur le modèle du tombeau du Christ dénommée Sainte Jérusalem. Plusieurs prieurés, de nombreuses nouvelles paroisses à la collation de l'abbé, furent créés à son initiative.
- Dom Thierry III de Waha, abbé, participe à la croisade avec le roi de France, il fait construire en gothique primaire (en 1230) de nouvelles tours pour l'abbatiale romane de 1135. Il fait sculpter pour celle-ci la Vierge en majesté, dite de Cens, actuellement au musée diocésain de Namur, dont une copie polychrome et moderne réalisée par Louis Thomas, décore l'autel de la crypte. C'est lui qui cède les derniers droits de la famille de Waha sur la seigneurie et le chapitre collégial du même nom à l’abbaye, après ceux déjà accordés par Jean I de Waha. son parent et prédécesseur à l'abbatiat, au siècle précédent.
- Dom Nicolas I de Vervoz, abbé, premier prélat à s'inquiéter très fortement des dérives annexionnistes de ses voisins dont spécialement le Luxembourg et les Pays-Bas méridionaux, poussé en cela par les ducs de Bourgogne (puis au cours des siècles suivants par l'Espagne et enfin par l'Autriche). Il rappelle bien haut la souveraineté de sa Terre et des biens du Pays de Saint-Hubert. Mais dorénavant, les prélats hubertins devront réclamer sans cesse l'arrêt de la mainmise et de la séquestre régulières des revenus et biens de l’Abbaye opérée par le Gouverneur et les États du Duché de Luxembourg. Pour contrer ces actions, Ils se feront aider et soutenir par le prince-évêque de Liège, l’archevêque de Cologne, en appelleront au pape et surtout au roi de France et à son armée.
- Jean Roberti, jésuite, né à Saint-Hubert le 4 août 1569 et décédé à Namur le 14 février 1651, polémiste de haut vol, spécialement contre les alchimistes, les superstitions du « magnétisme animal » et les calvinistes de Sedan (qui le lui rendent bien ainsi qu'à Nicolas IV de Fanson), écrivain, historien et professeur. Il s’applique spécialement à l’étude de la théologie et de l’histoire ecclésiastique. Il enseigne la théologie et l‘histoire sainte, aux universités de Douai, de Trèves, de Wurzbourg et de Mayence, où il fut reçu docteur en théologie. Il est l'auteur d'une Vie de saint Hubert (Historia sancti Huberti , principis Aquitani, ultimi Tungrensis et primi Leodiensis episcopi) imprimée en 1621 à Luxembourg aux frais du monastère[22].
- Nicolas VI Abinet, prieur abbatial de Nicolas V Spirlet et dernier abbé élu par la communauté réfugiée à l’abbaye de Munster, après le décès de celui-ci en exil à Montjoie. Seul borquin élevé à l'abbatiat, avec dom Cerfay, abbé cistercien d'Orval, il conduira et protègera la communauté en exil avant et durant sa dispersion. Les évènements politiques empêcheront son ordination abbatiale et il ne portera donc pas les ornements épiscopaux que tous les prélats hubertins recevaient lors de cette même ordination épiscopale depuis le début du XVe siècle. Il meurt à Luxembourg chez son frère, médecin.
- Arsène Vaillant (1922–2007), né à Saint-Hubert, footballeur et journaliste sportif.
- Nestor Martin, industriel, né à Saint-Hubert le 9 avril 1825 et décédé à Huy le 21 décembre 1916, il construit à Saint-Hubert une importante fonderie. Inaugurée le 16 octobre 1892, elle ferme définitivement ses portes en 1932[42].

#### Monographies
- (fr + la) A. L. P. de Robaulx de Soumoy, Chronique de l'abbaye de Saint-Hubert dite Cantatorium, Bruxelles, Meline, Cans et compagnie, 1847, 352 p.
- Maxime Dessoy, Saint Hubert, le patron de l'Ardenne, l'abbaye, la basilique, Saint-Hubert, Gofflot, s.d.
- Alain Dierkens (dir.), Jean-Marie Duvosquel (dir.) et al., Louise-Marie, élève de Redouté, et Léopold Ier en Ardenne, t. 2, Bruxelles, Crédit Communal, coll. « Saint-Hubert en Ardenne Art - Histoire - Folklore », 1991, 103 p. (ISBN 978-2-87193-143-0)
- Alain Dierkens (dir.), Jean-Marie Duvosquel (dir.) et al., Henri-Joseph Redouté et l'Expédition de Bonaparte en Égypte, t. 4, Bruxelles, Crédit Communal, coll. « Saint-Hubert en Ardenne Art - Histoire - Folklore », 1993, 151 p. (ISBN 978-2-87193-179-9)
- Alain Dierkens (dir.), Jean-Marie Duvosquel (dir.) et al., La sidérurgie en Terre de Saint-Hubert : De Jehan Rifflar à Nestor Martin, t. 5, Bruxelles, Crédit Communal, coll. « Saint-Hubert en Ardenne Art - Histoire - Folklore », 1994, 103 p. (ISBN 978-2-87193-190-4)
- Alain Dierkens (dir.), Jean-Marie Duvosquel (dir.), Nathalie Nys (dir.) et al., L'ancienne église abbatiale de Saint-Hubert, Namur, Ministère de la Région wallonne, Division du Patrimoine, 1999, 228 p. (ISBN 978-2-87400-391-2)
- Pierre-Paul Dupont, Saint-Hubert en Ardenne, Gembloux, Éditions J. Duculot S.A., coll. « Wallonie, Art et Histoire », 1971, 64 p.
- Karl Hanquet, Étude critique sur la chronique de Saint-Hubert dite Cantatorium, Bruxelles, Office de Publicité / Société belge de Librairie, 1900, 153 p.
- (fr + la) Karl Hanquet, La chronique de Saint-Hubert dite Cantatorium, Bruxelles, Librairie Kiessling et Cie, 1906, 290 p.
- Léon Hector, Étude sur Saint Hubert en Ardenne et son ancienne paroisse, Arlon, Fasbender, 1956
- Lawalrée André, Pierre-Joseph Redouté 1759-1840 : la famille, l'oeuvre, t. 7, Bruxelles, Crédit Communal, coll. « Saint-Hubert en Ardenne Art - Histoire - Folklore », 1996, 111 p. (ISBN 978-2-87193-238-3)
- François Auguste Mouzon, Précis de l'histoire chronique de l'abbaye de Saint-Hubert en Ardenne, suivi d'une notice sur l'église abbatiale, Liège, Dessain, 1857, 2e éd. (1re éd. 1848), 122 p.
- Musée de la Vie romantique (Paris), Le Pouvoir des fleurs : Pierre-Joseph Redouté (1759-1840), Paris, Paris Musées, 2017, 152 p. (ISBN 978-2-7596-0345-9)
- (fr + wa) Émile Pècheur, Saint-Hubert : Souvenances, contes et fables - Rimas èt istwâres du ddins l'tins, Weyrich, 2004, 334 p. (ISBN 978-2-930347-53-0)
- Thierry Réjalot o.s.b., Saint Hubert-en-Ardenne : Manuel du Pèlerin & du Visiteur au Sanctuaire de Saint Hubert-en-Ardenne, Gembloux, Imprimerie J. Duculot, 1934, 2e éd. (1re éd. 1926), 125 p.

#### Articles
- Jacques Charneux, « L'assassinat de la célèbre abbaye de Saint-Hubert, l'ange gardien et le phare de l'Ardenne pendant onze siècles (687-1797) », dans À l'épreuve de la Révolution. L'Église en Luxembourg de 1795 à 1802, Bastogne, Musée en Piconrue, 1996, 240 p. (ISBN 978-2-87193-240-6), p. 123-131
- Paul Cugnon, « Histoire de l'Abbaye et de la Terre de Saint-Hubert », dans Exposition - Terre et Abbaye de Saint-Hubert, Saint-Hubert, Saint-Hubert d'Ardenne asbl, 1973, 168 p.
- André Dagant, « Le temps du rail à Saint-Hubert - À toute vapeur », Saint-Hubert d'Ardenne, Cahiers d'Histoire, Saint-Hubert, Saint-Hubert d'Ardenne asbl, vol. II,‎ 1978, p. 223-258 (ISSN 0775-0188)
- André Dagant, « Le temps du rail à Saint-Hubert - Au chant des Sherman », Saint-Hubert d'Ardenne, Cahiers d'Histoire, Saint-Hubert, Saint-Hubert d'Ardenne asbl, vol. III,‎ 1979, p. 119-154 (ISSN 0775-0188)
- Yvon Delepierre, « Le XIXe siècle et la réanimation », dans Exposition - Terre et Abbaye de Saint-Hubert, Saint-Hubert, Saint-Hubert d'Ardenne asbl, 1973, 168 p.
- Pierre-Paul Dupont, « Saint-Hubert », in Abbayes de Belgique, Groupe Clio 70, Léon Dewincklear, 1973, p. 174–199
- Denis Henrotay, Nicolas Meunier et Frédéric Hanut, « Découverte d'une villa gallo-romaine à l'origine de l'abbaye de Saint-Hubert », dans Saint-Hubert d'Ardenne. Cahiers d'histoire, vol. XII, Saint-Hubert, Saint-Hubert d'Ardenne asbl, 2017, 368 p. (ISSN 0775-0188), p. 33-58
- Émile Tandel, Les communes luxembourgeoises, t. VIb : Arrondissement de Neufchâteau, Arlon, Institut archéologique du Luxembourg, 1893, « Saint-Hubert », p. 952–1039